# Louise von Bose

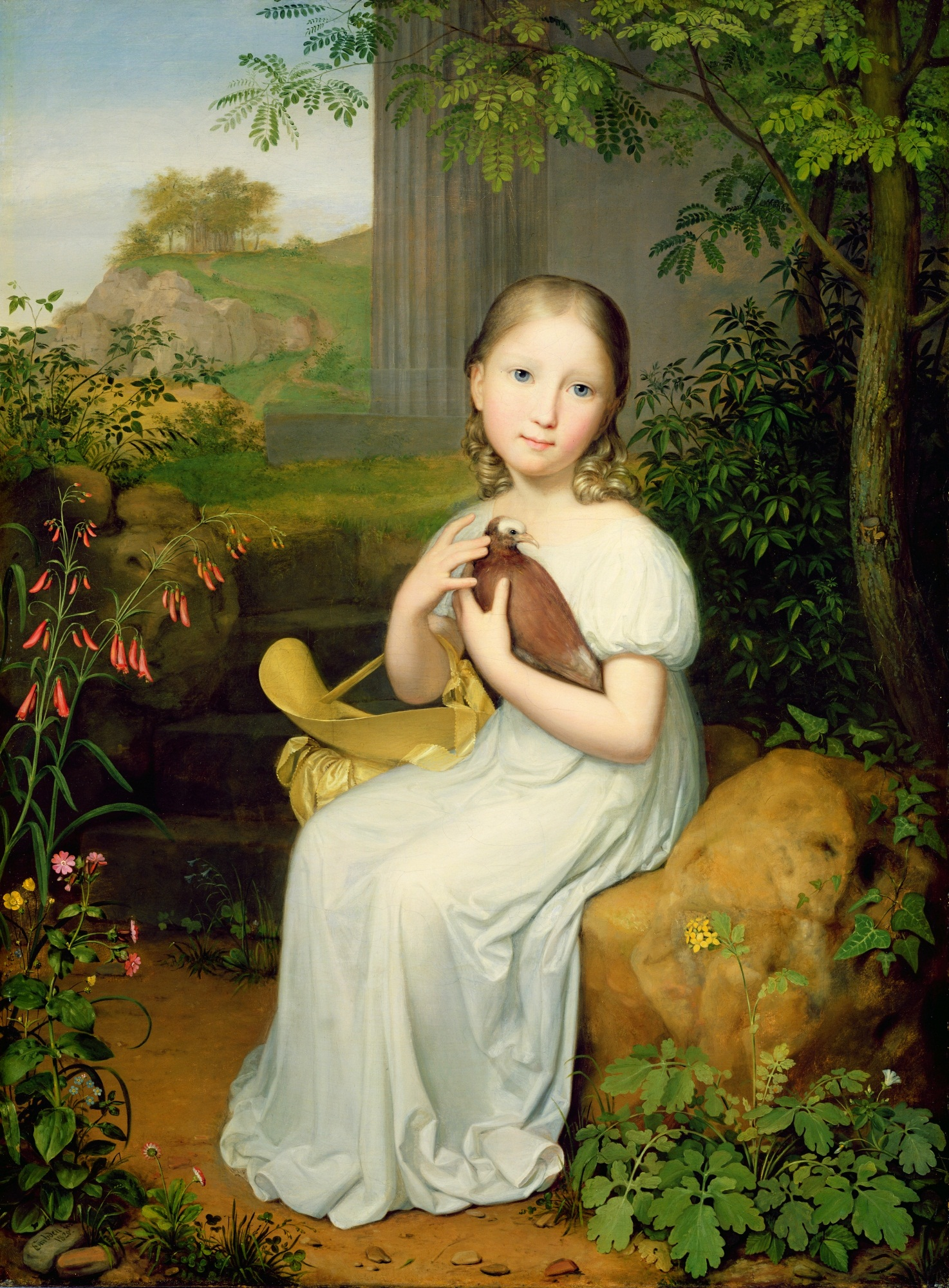
Louise als Kind (Gemälde in der Kasseler Neuen Galerie)

Gräfin Louise Wilhelmine von Bose, geb. Gräfin von Reichenbach-Lessonitz, genannt auch Luise von Bose, (* 26. Februar 1813 in Berlin; † 3. Oktober 1883 in Baden-Baden) war eine Wohltäterin der Armen und galt als Förderin von Kunst und Wissenschaft, insbesondere der Naturwissenschaften.

## Leben
Louise von Bose war die Tochter des hessischen Kurfürsten Wilhelm II. und seiner Mätresse Emilie Ortlepp, die er später in zweiter Ehe heiratete und in den Adelsstand erhob und zur Gräfin Reichenbach machte. Louise war die älteste von acht Geschwistern. 
Louise wurde 1828 in der Schlosskapelle Wilhelmshöhe konfirmiert. Ab 1831 lebte die Familie in Frankfurt am Main. Nach dem Tod ihrer Mutter wurde sie – wie es damals üblich war – verheiratet. Sie heiratete 1845 Carl August von Bose (1814–1887) und starb 1883 im Alter von 70 Jahren. Ihr Vater Wilhelm II. mochte seine Tochter Louise ganz besonders, schätzte ihre Klugheit und Tüchtigkeit und ihr liebevolles und fröhliches Wesen. Louise lebte meistens bei der Mutter, pflegte später jedoch viele Jahre ihren kranken Vater. Während ihrer Ehe lebte Louise mit ihrem Mann abwechselnd in Frankfurt am Main, Wiesbaden und Baden-Baden. In Frankfurt besaß das Ehepaar das Hofgut Goldstein und das Palais Reichenbach-Lessonitz in der Neuen Mainzer Straße.

## Wirkungsbereich
Da sie keine eigenen Kinder hatte und über genügend finanzielle Mittel verfügte, kümmerte sie sich um Hilfebedürftige. Sie legte u. a. 1861 mit einer Spende von 16.000 Gulden den Grundstock für die Segenskirche samt Pfarrhaus in Griesheim. Das Allianzwappen Bose–Reichenbach-Lessonitz befindet sich noch heute am Segenskirche genannten Gotteshaus. Aus ihrem Nachlass erbaute man 1884 eine Kleinkinderschule.
Louise von Bose war auch eine Förderin der Künste und Wissenschaften, besonders der Naturwissenschaften. Sie errichtete eine Stiftung für die Senckenbergische Naturforschende Gesellschaft in Frankfurt und die „Stiftung der Gräfin Louise Bose, geb. Gräfin von Reichenbach-Lessonitz“ für die Universität Marburg, aus deren Mitteln später das Zahnmedizinische Institut gegründet wurde.

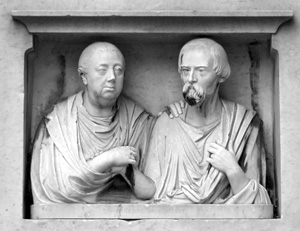
Louise und ihr Ehemann (Relief in der Kasseler Luisenstraße)

Da die Gräfin ihre Kindheit in Kassel verbracht hatte, lagen ihr die Belange der Kasseler Bevölkerung besonders am Herzen. Dem Kinderhospital „Zum Kind von Brabant“ (ehemals an der Straße Königstor, 1943 zerstört) erbaute sie ein eigenes Heim mit 50 Betten. Sie kümmerte sich um kurhessische Lehrer und deren Witwen und Waisen und spendete Geld für die Ausbildung hilfsbedürftiger und verwahrloster Kinder. Der Stadt hinterließ sie eine Stiftung, die ihre umfangreiche Kunstsammlung umfasste, welche später den Grundstock der Sammlungen in der Neuen Galerie bildete. Weiter gehörten dazu persönliche Andenken, Möbel, und Urkunden, zusammen mit einer dafür vorgesehenen Villa.

## Gedenken
Dieses „Bose-Museum“ befand sich in der nach ihr benannten Luisenstraße in Kassel. An der Stelle befand sich bis vor einigen Jahren die August-Fricke-Schule. Dort ist ein Relief von Louise von Bose und ihrem Ehemann als Doppelporträt zu betrachten, unter dem die Worte Erkenne dich selbst eingemeißelt sind. In der Luisenstraße befindet sich auch die 1855 als Mädchenschule gegründete Luisenschule.
Am 7. Juli 2021 wurde eine Skulptur der New Yorker Künstlerin Linda Cunningham in Kassel am Platz der 11 Frauen eingeweiht, die auch Louise von Bose ehrt.